# Ácido teluroso
O ácido teluroso é um composto inorgânico com a fórmula química H
2TeO
3
. É o oxiácido do telúrio (IV).  Este composto não é bem caracterizado. Uma maneira alternativa de escrever sua fórmula é (HO)
2TeO
. Em princípio, o ácido telúrico se formaria pelo tratamento do dióxido de telúrio (TeO
2
) com água, ou seja, por hidrólise. A base conjugada relacionada é bem conhecida na forma de vários sais contendo os ânios hidrogenotelurito e telurito, como o hidrogenotelurito de potássio, KHTeO
3
, bem como o telurito de sódio, Na
2TeO
3
. Esse composto também é frequentemente referido como dióxido de telúrio hidratado, também representado como TeO
2 • H
2O
.

## Propriedades
Em contraste com o composto análogo ácido selenoso, H
2SeO
3
, o ácido telúrico é apenas metaestável. A maioria dos sais de telurito contém o íon TeO2–
3
 A oxidação de sua solução aquosa com peróxido de hidrogênio fornece o ácido telúrico. Geralmente é preparado como uma solução aquosa onde atua como um ácido fraco.
H2TeO3 + H2O  H3O+ +
HTeO−
3 Ka1 = 2×10−3
HTeO−
3 + H2O  H3O+ + 
TeO2−
3 Ka2 = 1×10−8